# Полонія

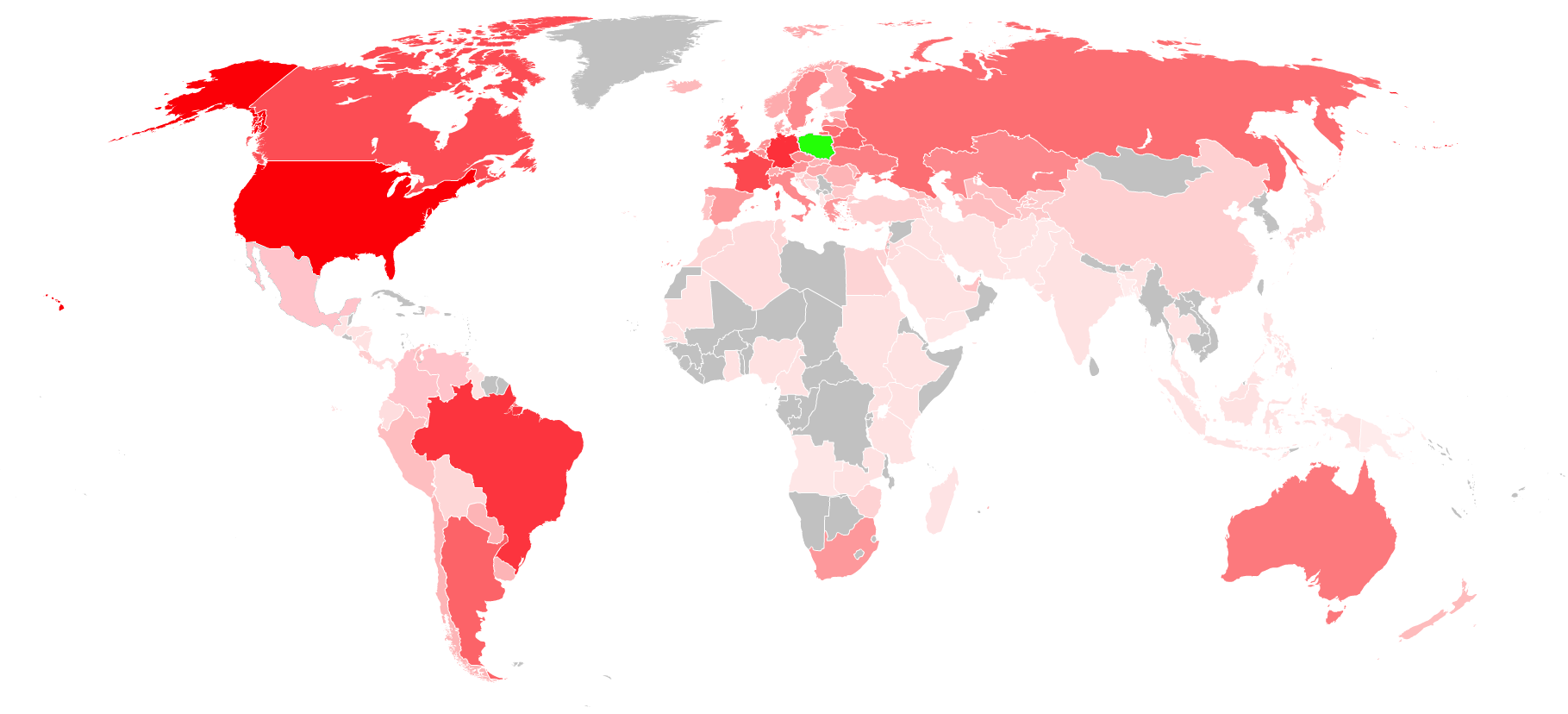
Полонія у світі, 2008 рік

Польська діаспора або Полонія — узагальнювальна назва поляків, які мешкають поза кордонами Польщі. За межами Польщі нині проживає близько 21 мільйона поляків, тоді як населення самої Польщі становить 38 мільйонів осіб.
Деякі дослідники прираховують до Полонії тільки поляків-іммігрантів, не враховуючи поляків, які живуть в районах, що після 1939 року більше не входять до складу Польської держави, а також їхніх нащадків. Аргументом на користь такого підрахунку є те, що здебільшого ці люди вважають себе поляками, а не просто носіями польської культури чи нащадками етнічних поляків.
Неофіційним гімном Полонії вважається «Марш Полонії», який нині виконується поляками усього світу під час різноманітних святкувань та урочистостей.

## Еміграція
Традиційно виділяють кілька хвиль польської еміграції:
- біженці після національного повстання в дев'ятнадцятому столітті (в основному у Францію, Велику Британію, Швейцарію, Німеччину та Північну Америку);
- еміграція в другій половині 19 століття до 1939 року (в основному робочих у Францію, Бельгію та Німеччину, селяни виїжджали у Сполучені Штати Америки, Канаду, Бразилію та Аргентину);
- еміграція в результаті Другої світової війни і з політичних причин вже після війни;
- еміграція з економічних і політичних причин у 80- роках 20 століття;
- еміграція після 1989 року (в основному у Велику Британію, Ірландію, Німеччину, Австрію, Італію, Канаду та США).

## Чисельність діаспори
| Держава                    | Чисельність, осіб |
| -------------------------- | ----------------- |
| Афганістан                 | 100               |
| Албанія                    | 50                |
| Алжир                      | 250               |
| Андорра                    | 10                |
| Ангола                     | 50                |
| Саудівська Аравія          | 100               |
| Аргентина                  | 450000            |
| Вірменія                   | 1200              |
| Австралія                  | 200000            |
| Австрія                    | 55000             |
| Азербайджан                | 1000              |
| Бахрейн                    | 130               |
| Бангладеш                  | 20                |
| Бельгія                    | 70000             |
| Білорусь                   | 396000            |
| Болівія                    | 500               |
| Боснія і Герцеговина       | 350               |
| Бразилія                   | 1800000           |
| Болгарія                   | 2600              |
| Чилі                       | 10000             |
| Китай                      | 1000              |
| Хорватія                   | 200               |
| Кіпр                       | 500               |
| Чехія                      | 100000            |
| Данія                      | 20000             |
| Домініканська Республіка   | 100               |
| Єгипет                     | 600               |
| Еквадор                    | 200               |
| Естонія                    | 5000              |
| Ефіопія                    | 100               |
| Фінляндія                  | 5000              |
| Франції                    | 1050000           |
| Гана                       | 100               |
| Греція                     | 50000             |
| Грузія / Абхазія           | 6000              |
| Гаяна                      | 100               |
| Гватемала                  | 100               |
| Іспанія                    | 45000             |
| Нідерланди                 | 70000             |
| Гондурас                   | 100               |
| Індія                      | 100               |
| Індонезія                  | 100               |
| Ірак                       | 100               |
| Іран                       | 100               |
| Ірландія                   | 80000             |
| Ісландія                   | 7000              |
| Ізраїль                    | 4000              |
| Японія                     | 600               |
| Ємен                       | 50                |
| Йордан                     | 250               |
| Камерун                    | 100               |
| Канада                     | 900000            |
| Казахстан                  | 100000            |
| Кенія                      | 100               |
| Киргизстан                 | 1400              |
| Колумбія                   | 3000              |
| Конго                      | 100               |
| Південна Корея             | 100               |
| КНДР                       | 11                |
| Коста-Рика                 | 200               |
| Куба                       | 150               |
| Кувейт                     | 250               |
| Ліван                      | 700               |
| Лівія                      | 350               |
| Ліхтенштейн                | 10                |
| Литва                      | 300000            |
| Люксембург                 | 3000              |
| Латвія                     | 75000             |
| Північна Македонія         | 600               |
| Мадагаскар                 | 80                |
| Малайзія                   | 100               |
| Мальта                     | 30                |
| Марокко                    | 500               |
| Мавританія                 | 100               |
| Мексика                    | 10000             |
| Молдова                    | 10000             |
| Монако                     | 100               |
| Мозамбік                   | 10                |
| Німеччина                  | 2000000           |
| Нікарагуа                  | 100               |
| Нігерія                    | 100               |
| Норвегія                   | 18000             |
| Нова Зеландія              | 6000              |
| Панама                     | 200               |
| Папуа Нова Гвінея          | 20                |
| Парагвай                   | 10000             |
| Пакистан                   | 50                |
| Перу                       | 5000              |
| Португалії                 | 3000              |
| Південна Африка            | 50000             |
| Росія                      | 300000            |
| Румунія                    | 10000             |
| Руанда                     | 100               |
| Сенегал                    | 100               |
| Сербія та Чорногорія       | 1200              |
| Сінгапур                   | 200               |
| Словаччина                 | 10000             |
| Словенія                   | 200               |
| Сполучені Штати Америки    | 10600000          |
| Судан                      | 100               |
| Сирія                      | 600               |
| Швейцарія                  | 20000             |
| Швеція                     | 100000            |
| Таджикистан                | 2000              |
| Таїланд                    | 100               |
| Тайвань                    | 100               |
| Танзанія                   | 100               |
| Туніс                      | 500               |
| Туреччина                  | 1000              |
| Туркменістан               | 5000              |
| Уганда                     | 100               |
| Україна                    | 145000            |
| Уругвай                    | 10000             |
| Узбекистан                 | 5000              |
| Ватикан                    | 50                |
| Венесуела                  | 4000              |
| Угорщина                   | 20000             |
| Велика Британія            | 250000 — 500000   |
| В'єтнам                    | 100               |
| Італія                     | 100000            |
| Кот-д'Івуар                | 100               |
| Замбія                     | 100               |
| Зімбабве                   | 800               |
| Об'єднані Арабські Емірати | 3000              |